# Локації в іграх серії Half-Life
Ця стаття описує локації, які фігурують у серіях відеоігор Half-Life та Portal компанії Valve. Серед них присутні як повністю вигадані місця, так і місця, змодельовані на основі реальних місцевостей.
Деякі локації присутні відразу в кількох іграх серії — наприклад, науковий комплекс «Чорна Меза», в якому розгортається дія першої гри серії Half-Life, що вийшла в 1998 року, та її офіційних доповнень: Half-Life: Opposing Force 1999 року, Half-Life: Blue Shift та Half-Life: Decay 2001 року.

## Half-Life та доповнення

#### Чорна Меза

Логотип Чорної Мези

Науково-дослідний комплекс «Чорна Меза» Англійське слово mesa («столова гора»), тобто «ме́(й)са». В іспанській мові (звідки слово було запозичено в англійську) воно вимовляється [ˈmesa], тобто «меса». Однак в офіційному українському перекладі ігор використовується транскрипція «меза», можливо, щоб уникнути співзвучності з чорною месою. Згідно зі сценарієм гри, розташований у пустелі в штаті Нью-Мексико, США. У комплексі «Чорна Меза» розвивається дія першої частини серії, Half-Life, а також офіційних доповнень до неї — Opposing Force, Blue Shift та Decay. Тут в результаті невдалого експерименту відбувається катастрофа, що має фатальні наслідки для всієї Землі і є відправною точкою сюжету всієї серії.
Певні частини та приміщення можуть бути представлені в одній із зазначених ігор та не показані в іншій. У Half-Life 2 і епізодах комплекс не фігурував, крім короткого епізоду в Episode Two.
Масштабні розміри комплексу, який включає офіси, лабораторії, тестові камери, військову базу, місця для відпочинку та спорту, дозволили розробникам показати різні частини «Чорної Мези» в кожній з ігор. В іграх серії відображені приміщення комплексу, так і зовнішні області. Комплекс поділено на безліч секцій, переміщення між якими виконується, як правило, за допомогою монорельса.

##### Сектори комплексу
Переміщення по комплексу здійснюється за допомогою монорельсової системи; вона являє собою розгалужену транспортну мережу, що має перевантажувальні термінали на звичайну Залізницю, що з'єднується, у свою чергу, з Нью-Мексико за допомогою цивільної залізниці. Монорейкову дорогу постачає електроенергією «Сектор управління транспортною мережею (сектор Е)».

###### Лабораторії
Центральний комплекс «Чорної Мези» містить декілька областей упаковки екіпіровки, механізовані ремонтні панелі.
- Лабораторія аномальних матеріалів (Сектор C) — місце, де працював Гордон Фрімен на момент початку подій Half-Life. Тут розташований антимас-спектрометр — гігантський пристрій, який використовується вченими для вивчення кристалів Зена, і саме тут стався каскадний резонанс, що спричинив масштабну телепортацію прибульців із Зена на Землю.
- Комплекс «Біокупол» (Сектор Е) — надсекретна, високоохоронювана та високотехнологічна секція «Чорної Мези», містить різні лабораторії та тестові камери для дослідження форм життя Зену та інших дослідів. «Біокупол», що міститься під землею і запечатаний важкими сталевими дверима, також є місцем для утримання та вивчення розумних прибульців. Після каскадного резонансу більшість прибульців вирвалося на волю.
- Лабораторія вивчення гідрофауни, що є частиною «Біокупола», використовується вченими для вивчення водної фауни Зена. Величезні заповнені водою камери містять хижих інопланетних іхтіозаврів та клітки для акул.
- Комплекс «Лямбда» (Сектор F) — надсекретний комплекс, що містить ядерний реактор і секретні телепортаційні лабораторії. Комплекс отримав серйозні ушкодження після каскадного резонансу, проте продовжував функціонувати і після інциденту. Він став притулком для вцілілого персоналу.

- Лабораторії енергетичних частинок використовуються для вивчення енергетичних частинок, з можливим застосуванням їх як зброї.
- Просунута біологічна лабораторія перебуває під поверхнею, розташовується поруч із Сектором G (дамба).
- Лабораторія біологічних досліджень — місце, де вчені проводять експерименти, проводять розтини фауни Зена, і навіть спостерігають їхнє природне середовище, харчування, властивості і вміння виживання. Другий рівень використовується для розробки зброї.
- Ракетні тестові лабораторії Сектора Е доступні через залізничну систему. Включають пускову шахту Е, центр експериментальних ракетних технологій та супутник «Лямбди».
- Комплекс «Гамма» — наступний за комплексом «Лямбда», один із найпотаємніших секторів «Чорної Мези» і, можливо, відділення «Біокупола». Сектор «Гамма» містить кілька карантинних лабораторій, що використовуються для вивчення біологічних процесів та фізичних особливостей організмів із Зена. Приміщення обладнані установками стерилізації, що знищують усе живе електричними розрядами в разі неконтрольованості. Комплекс також містить генератори для прототипу маяка зміщення, що генерує потужні мініпортали між Землею і Зеном, для безпечного збору організмів.
- Центр контролю повітряного простору — споруда, суміжна зі злітними смугами, що використовується для спостереження за повітряним простором «Чорної Мези», а також диспетчерським пунктом.
- Секція А-17: Лабораторії прототипів — ці лабораторії розташовані під землею і містять ранні прототипи телепортів, а також допоміжні генератори нижче «Чорної Мези».
- Експериментальна пускова лабораторія (Пускова установка D) міститься під землею і практично не відвідується. Цей сектор використовувався для вивчення двигунів ракет. Після каскадного резонансу шахта заселяється тентаклами.

#### Інші приміщення
- Тренувальний центр (Сектор А) використовується для навчання персоналу використання захисного енергокостюма H.E.V. та навчання співробітників охорони. Навчання проводять голографічні інструктори. Дві відомі частини центру підготовки розташовані в індустріальній частині комплексу, що не використовується. Сектор складається з самого тренувального центру та «Зони 2» операцій із супутником, що містить склади та супутникові підключення.
- Центр зберігання охолоджувачів (Сектор В) — один із семи основних секторів «Чорної Мези», що включає «Зону 2: Офіси адміністрації» і «Зону 8: Верхні житлові приміщення». Зона 8 — житлова зона, розташована на поверхні і сполучена з Лінією B монорейкової системи, тут проживав Барні Калхаун.
- Адміністрація (Сектор D) — місце, де розташовуються офіси, області зберігання матеріалів, а також кафетерії та кухні.
- Складський комплекс містить кілька великих бетонних складів, захищених потужними дверима та охоронним персоналом.
- Гідроелектростанція (Сектор G) — одне з основних джерел енергії для «Чорної Мези». Пускові шахти досягаються монорейковою дорогою. Цей сектор містить обладнання для запуску супутників та перетворені пускові шахти МБР для зберігання великих ракет.
- Зона 4 містить паркування та систему доставки матеріалів до транспортної системи «Чорної Мези». Допоміжний генератор перебуває у секторі У.
- Зона 7 для службовців «Чорної Мези» є місцем відпочинку та проживання. Містить місця для занять спортом, розваг. Включає кафетерії та інші соціальні об'єкти. Медичний центр оснащений КТ та МРТ-сканерами, складом з медикаментами та медичним обладнанням.
- Житлові сектори (рівень 3) — житлові квартали персоналу, які включають кімнати відпочинку, магазини, бібліотеки, басейни і т. д. Тут жив Гордон Фрімен у період своєї роботи в "Чорній Мезі".
- Військовий центр, крім різних захисних механізмів по всій Чорній Мезі, містить ядерне озброєння. Має непробивні двері, механізовані ремонтні панелі для солдатів, великий арсенал з екіпірування військових, ангари для танків та гелікоптерів. Рівень 1: Основний вхід — центральна точка входу всього персоналу.
- Центр зберігання заповнює практично всю наземну територію «Чорної Мези».
- Зона 3 (Центр охорони) — тут розташовуються центри відеоспостереження, зброярні та інше.
- Каналізація (Сектор G) — транспортна система, якою відходи потрапляють на завод із переробки. Каналізація виходить через фрахтовий склад на поверхню.
- Переробка відходів являє собою центр зі знищення біологічно небезпечних матеріалів і хімічно небезпечних речовин. Вантажний склад розташований на поверхні, це один із безлічі складів у «Чорній Мезі».

Зен (англ. Xen, промов. «Зен») — чужорідний світ, що фігурує в серії ігор Half-Life (зокрема, у першій Half-Life і офіційних доповненнях для неї — Opposing Force і Blue Shift). Сюжет першої частини будується на тому, що з Зена на планету Земля, в результаті відкрився в лабораторії «Чорна Меза», переносяться живі істоти, ворожі до мешканців Землі. Згідно з задумом, головною особливістю Зена є те, що цей світ є своєрідним «просторовим коридором»: при здійсненні телепортації, що є одним із ключових явищ у сюжеті серії Half-Life, всі об'єкти проходять через цей світ, щоб потрапити у призначене місце.
Всі локації Зена, показані в іграх серії, являють собою острівці (астероїди) — що або нерухомо висять, або летять в просторі, оточеному мальовничою небесною сферою. Розміри острівців варіюються від крихітних, стоячи на яких ледве вміщається одна людина, до величезних утворень із власними внутрішніми водоймами та гігантськими істотами, що їх населяють. Поруч із острівцями в просторі часто розташовуються крихітні платформи, що безперервно рухаються певною траєкторією. Різних кольорів небеса, що оточують острівці, на різних локаціях Зена можуть відрізнятися один від одного: в одних можна розглянути зірку, в інших — туманності, а в деяких — віддалені об'єкти зовсім невідомого походження. Гравітація Зена дещо слабша за земну, але схожий склад атмосфери дозволяє людині перебувати на Зені без захисного екіпірування, не завдаючи шкоди здоров'ю (як доведено прикладом персонажа Барні Калхауна, що подорожує Зеном у Blue Shift). Атмосфера Землі, у свою чергу, також не є згубною для істот Зена.
Екосистема Зена досить різноманітна. До представників його тваринного світу відносяться такі істоти, як буллсквіди, барнакли, тентакли, хаундаї і хедкраби. Останні представлені декількома стадіями свого розвитку: крім звичайних зомбуючих хедкрабів, що наповнили «Чорну Мезу», зустрічається величезна матка під назвою «гонарх» та її численні дитинчата. У першій частині, Half-Life, показано, що багато живих істот, що мешкали на Зені, перемістилися на Землю. Хедкраби, барнакли та деякі інші представники фауни Зена присутні також і в Half-Life 2, але в дещо зміненому вигляді: вони пристосувалися до нової для себе обстановки, залишаючись, як і раніше, ворожими до людей; інші істоти із Зена, які мають розвинену свідомість і інтелект — вортигонти, бувши противниками в першій Half-Life, у другій частині стали союзниками.
Світ Зен містить безліч природних ресурсів, зовсім відмінних від тих, що зустрічаються на Землі; наприклад, у Зені можна побачити невеликі водні джерела, які здатні позитивно впливати на стан живих істот. Головні герої в Half-Life та доповненнях можуть поповнювати в таких джерелах здоров'я.

## Half-Life 2 та пов'язані ігри
Сіті 17 (англ. City 17) — це місто, де розгортається більша частина дій ігор Half-Life та Half-Life 2, а також Half-Life: Alyx. Це місто є столицею постапокаліптичного світу, захопленого Комбінатом — могутньою міжпланетною цивілізацією, яка вторглася на Землю під час портальних штормів після подій Half-Life і поневолила людство. У місті панує атмосфера тотального контролю над жителями із боку Громадянської оборони Комбінату; Сіті 17 слугує зразком типового міста тоталітарного режиму. Розташоване неподалік морського узбережжя. Місто оточене неприступними стінами та радіаційними каналами, де з живих істот зустрічаються лише барнакли, хедкраби та зомбі.
На початковому етапі створення гри розробники взяли за основу кілька східноєвропейських міст (дизайнери рівнів зібрали фотографії Болгарія Болгарії, Росії та Румунії). Східноєвропейська архітектура була обрана через те, що вона увібрала в себе безліч стилів, «переживши» безліч історичних подій і впливів, що позначилося на її розмаїтості та надзвичайності. XIX століття додавалися елементи архітектури 1930-х, 40-х і 70-х років. Потім до міста були додані інопланетні елементи в характерній стилістиці. Розробляючи місто, творці гри домагалися того, щоб гравець під час гри мав відчуття сюрреалізму, абстракції та спотворення, відчував одночасно атмосферу безвиході, почуття пригніченості та занепаду.
Багато автомобілів, кинуті на вулицях міста, засновані на радянських марках «Москвич», «ЗАЗ», «РАФ» і «ГАЗ», «Трабантах» НДР, чеських «Авіа» та Skoda, а також «Volkswagen Golf II», що вироблялися в 60-х, 70-х, 80-х і 90-х роках; ці автомобілі часто зустрічаються у пострадянських республіках. Для перевезення громадян і деяких вантажів залізницею Комбінат використовує як локомотив укорочені моторні вагони дизель ДР1 ризького виробництва, а також потяги власного проектування. Інші предмети побуту, що зустрічаються в сиквелі та епізодах, так само мають марки, що відсилають до реальних компаній, а в «Alyx» на них періодично можна виявити тексти та назви російською мовою.
Зі становленням режиму Комбінату в місті почалося зведення споруд з темною монолітною архітектурою, таких як оглядові вежі, гарнізони безпеки з силовими полями, заслони безпеки, камери відеоспостереження, пересувні стіни та дверні закрепи із сенсорними замками, які служать єдиним цілям і забезпечувати безпеку контролювати переміщення громадян у місті.
В одному з будинків, неподалік від вокзалу, розташовується секретна лабораторія доктора Айзека Кляйнера одного з персонажів Half-Life 2, вченого, що допомагає Опору.
За містом проходить система каналів водопостачання — по ній головний герой, Гордон Фрімен, в розділах гри 3-5, добирається до Східної Чорної Мези.
Цитадель (англ. The Citadel) — велика військова база Комбінату заввишки кілька кілометрів (8406 метрів), що розташовується в центрі Сіті 17. Цитадель виконує функції командно-адміністративного центру, координаційного центру зв'язку, заводу з виробництва військової техніки Комбінат (Half-Life 2) і ремонтно-постачальної бази. Крім цього, в ній є пристрій телепортації на головну військову базу рідного світу прибульців, що працює на реакторі темної енергії. Телепорт розташований практично на вершині Цитаделі. У ній міститься уряд Сіті 17 на чолі з Воллесом Бріном. Цитадель оточена глибокою западиною.
15 вересня 2010 року була розміщена в Мережі користувацька кампанія (модифікація) ігри Left 4 Dead 2 під назвою City 17. Кампанія безкоштовна, і в неї можна грати на спеціально виділених офіційних серверах. У City 17 відтворені глави 3-5 гри Half-Life 2: Episode One, але з косметичними змінами в стилі Left 4 Dead. Оскільки події кампанії відбуваються у всесвіті Left 4 Dead, а не Half-Life, у кампанії немає Гордона, Алікс і Барні, а зомбі є не люди, зомбовані хедкрабами, а «заражені» із всесвіту Left 4 Dead.
Після подій, що відбулися у фінальній частині Half-Life і призвели до руйнування комплексу «Чорна Меза», кількома вченими, що вижили, була побудована Східна Чорна Меза (англ. Black Mesa East). Це місце, вперше показане в Half-Life 2, є невеликою дослідницькою лабораторією, а також базою опору. Вона розміщується в підземній частині старої гідроелектростанції, що знаходиться поруч із занедбаним шахтарським містечком Рейвенхолм за межами Сіті 17.
У «Східній Чорній Мезі» проживає доктор Ілай Венс зі своєю дочкою Алікс Венс і асистенткою Джудіт Моссман, а також інші члени Опору, включаючи союзників-вортигонтів. Вортигонти в «Східній Чорній Мезі» виконують безліч обов'язків, таких як приготування їжі або енергопостачання за допомогою їхньої природної здатності генерувати електроенергію. Вони також допомагають Ілаю, працюючи на комп'ютерах або встановлюючи нові частини будь-яких механізмів.
Всі входи в «Східну Чорну Мезу» перебувають під спостереженням відеокамер, охороняються автоматичними підвісними турелями і вміщують камери дезінфекції з важкими герметичними дверима, щоб стримувати потенційних ворогів. «Східна Чорна Меза» з'єднана з шахтарським містом Рейвенхолмом за допомогою тунелю, який був забарикадований після бомбардування Рейвенхолма «крабснарядами», не даючи, таким чином, зараженим людям і хедкрабам потрапити всередину.
Після того, як головний герой Гордон Фрімен добирається до «Східної Чорної Мези» в Half-Life 2, Джудіт Моссман видає Комбінату місцезнаходження бази і вона зазнає масованого бомбардування. Очевидно, що після того, як Ілай Венс через якийсь час перебрався на іншу базу Опору, «Білий Гай», «Східна Чорна Меза» більше не використовувалася людьми.
Рейвенхолм (англ. Ravenholm) — невелике занедбане шахтарське місто, розташоване неподалік «Східної Чорної Мези»; в ньому мешкають зомбі — заражені за допомогою крабснарядів люди, біженці з Сіті 17. Єдиний живий мешканець міста — священник отець Григорій, який надто прив'язаний до своєї церкви, щоб піти звідти.
Григорій встановив у місті ряд пасток, які призначені зупиняти зомбі на своєму шляху, пропускаючи «звичайних» людей: пастка з електричним парканом під напругою, до якого прикріплений труп, який приваблює зомбі; пастка з пропелером, що крутиться, ріжучим зомбі; пастка з падаючим на перехожих зомбі автомобілем; пастка з газовим спринклером, в результаті спрацьовування якої зомбі виявляються підпалені.
Під час розробки Half-Life 2 творці гри кілька разів змінювали зовнішній вигляд міста та його назву (в числі назв були: Quarry (рос. Кар'єр), Traptown (від англ. trap — «західня»), Zombie Town та ін). У ролику, показаному на виставці E3 у 2003 році, місто розташовувалося на пристані.
Узбережжям (англ. The Coast) називається більшість пустки, показаної в Half-Life 2, розташованої біля моря; включає кілька занедбаних селищ, а також занедбаний порт.
Узбережжя розташоване між околицями Рейвенхолма і Нова-Проспект. Частина його простору була облаштована Комбінатом (Half-Life). Узбережжя також заселене колонією мурашиних левів, що живуть під піском і виходять звідти в тому випадку, якщо вони відчують вібрації від рухів над собою; певна частина узбережжя заселена зомбі, а також деякими іншими істотами із Зену.
На узбережжі видно, що комбінанти видобувають земні ресурси: море частково висушено, берегова лінія набагато нижча, ніж спочатку; це підтверджується тим фактом, що причали, які завжди будують у безпосередній близькості від води, тепер знаходяться на значній відстані від моря. На березі можна побачити безліч човнів та кораблів.
Уздовж узбережжя проходить Шосе 17, яке з'єднує Сіті 17 з сусідніми містами і в'язницею Нова-Проспект Нова-Проспект. Уздовж шосе можна виявити зруйновані і потім заселені мешканцями Зена тунелі.
Повстанські бази — на цій місцевості, крім покинутих містечок, розміщується також кілька точок Опір (Half-Life 2) Опір. Ці бази повстанців іменуються: Берег (основна база, що знаходиться на Пірсі 187, з'єднується з Рейвенхольмом за допомогою старої шахти; має у своєму розпорядженні одномісний автомобіль-баггі, на якому головний герой гри, Гордон Фрімен, пересувається по місцевості), "Нова Мала Одеса " (під командуванням полковника Одеси Каббеджа) і «Точка Маяка» (третя база, яку відвідує Гордон Фрімен під час дії гри, розміщується на маяку). Відразу після битви зі штурмовиком у Новій Малій Одесі Гордон прибуває на захоплену Комбінатом базу, дислоковану неподалік великого зруйнованого мосту. Повсюдно на узбережжі гравець зустрічає безліч селищ та будинків, які розташовані безпосередньо на березі.
Також на узбережжі знаходиться табір — невелика повстанська точка, заселена людьми і вортигонтами-союзниками; з'єднується з печерами, у яких головний герой навчається можливості використовувати фероподи контролю мурашиних левів.
Пустка — величезна територія з піску. З'явилася на Землі в результаті того, що сили комбінанти почали осушувати моря і океани. Ця локація частково з'являється у розділі «Великий день», коли хедкраб Ламарр ламає телепорт.
Нова-Проспект (англ. Nova Prospekt) — військова база і лабораторія для утримання політичних в'язнів, вдосконалена Комбінатом; раніше була відома як суворо охоронювана в'язниця. У цьому місці Комбінатом проводиться «виправлення» злочинців за допомогою психотронного випромінювання та біомодифікування, перетворення їх на відданих системі солдатів. Катування проводяться, ймовірно, за допомогою кібернетичних імплантатів, які використовуються для того, щоб запрограмувати ув'язненого на службу Комбінату. Металеві вставки на головах солдатів і лоботомізовані частини кістяка сталкерів — спеціально підготовлених солдатів, які змушені служити як своєрідні рабів — показують, що вчені Комбінату також використовують нейрохірургію для експериментів над ув'язненими.
Нова-Проспект розділена на дві частини, показаних у двох розділах гри, які називаються: «Нова-Проспект» (в якій фігурує «Стара Нова-Проспект») та «Завихрення» («Нова Нова-Проспект»). Тюремні зони поділені на дванадцять різних секторів; стара секція в'язниці складається переважно зі стандартних камер, офісів та великої загальної душової кімнати; на момент подій, що відбуваються в Half-Life 2 (де це місце вперше показано в дев'ятому розділі), вона практично не використовується. Архітектура нової секції виглядає більш сучасною і складається, як правило, з безлічі складних технічних конструкцій.
Шахта Перемоги (англ. The Victory Mine) — локація, вперше показана в Half-Life 2: Episode Two і являє собою стару шахту, що сильно змінилася після того, як там влаштувалися колонії мурашиних левів, що заснували гніздо у її підземеллях.
Шахта складається з наземного та підземного корпусів. Наземний корпус із двох частин, що мають маркування «П» та «І» відповідно, частково заселений зомбі, у той час як підземний обладнаний обмежувачами периметра, які перешкоджають проникненню в нього мурашиних левів; в ньому знаходиться велика кількість складських та робочих приміщень. Зовнішні корпуси повідомляються через залізницю та автомагістраль.
Білий Гай (англ. White Forest, дослівно — «Білий ліс») — локація, яка є великою територією з лісної місцевістю і невеликою кількістю будівель. Вперше з'являється в Half-Life 2: Episode Two.
Згідно з інтерв'ю, даним компанією Valve сайту Computer and Video Games, «Білий Гай» спочатку була військовою базою часів холодної війни, яку дослідний центр «Чорна Меза» придбав у зв'язку з бюджетними проблемами у Північній Америці.
Свята Ольга (англ. St. Olga) — невелике місто, яке розміщується в невизначеній місцевості вздовж Шосе 17. Спочатку планувалося показати цю локацію в Half-Life 2, проте вона була вирізана з остаточного варіанта гри; в даному місті відбувається дія доповнення Half-Life 2: Lost Coast.
Ольга (назва, можливо, є відсиланням до київської княгині Ольги) задумана як монастир, побудований в візантійському стилі. Єдиним живим мешканцем міста є старий рибалка, ім'я якого не називається (розробниками та гравцями він іменується як The Fisherman, що буквально означає «Рибалка»). Монастир грав роль пускового майданчика для «крабснарядів», влаштованого Комбінатом, проте потім місто було остаточно покинуто.

Логотип Aperture Science

## Серія Portal
Лабораторія дослідження природи порталів Aperture Science. У Half-Life 2: Episode Two, Portal і Portal 2 назва комплексу перекладається просто як «Лабораторія дослідження природи порталів», без назви самої організації (чи, що найчастіше, використовується замість нього). Тут проходить дія пов'язаної з серією Half-Life гри Portal 2007 року (пізніше — Portal 2 2011 року), розробленої Valve і випущеної одночасно з Half-Life 2: Episode Two. У самій Episode Two лабораторія лише згадується (її логотип зображений на контейнерах з криголама «Борей»).
«Лабораторія дослідження природи порталів» (заснована в 1947 році) розташовувалася в місті Клівленд, штат Огайо (США). Будучи конкурентом дослідницького центру «Чорна Меза», вона займалася вивченням телепортації, створенням технологій для миттєвого переміщення, а також розробила суперкомп'ютер GLaDOS, що відіграє важливу роль у сюжеті Portal.
Лабораторія дослідження природи порталів була серйозним конкурентом дослідницького центру «Чорна Меза», який також вів розробки у галузі миттєвого переміщення. Дослідження «Чорної Мези» були сконцентровані на телепортації (зрештою, як можна спостерігати в Half-Life 2, вони призвели до створення працездатного телепортера), тоді як Aperture Science займалася альтернативною технологією, що використовує червоточини (входами/виходами яких, власне, і є портали). Саме прийняті Aperture Science у прагненні обігнати «Чорну Мезу» ризиковані рішення призвели до виходу комп'ютера GLaDOS з-під контролю, а також до зникнення криголаму «Борей». Проте в якийсь момент Aperture Science вдалося досягти значних успіхів та перевершити свого опонента, про що свідчать графіки, які можна побачити під час проходження Portal у конференц-залі. Але коли в Чорній Мезі в результаті інциденту відбулося відкриття міжпросторового розлому, конкуренція Aperture Science з нею виявилася теоретично програною.
Зовні турель є невеликою бойовою установкою на трьох ніжках, зроблену в характерному для Aperture Science гладкому білому стилі. Вона стріляє з двох парних стволів, розташованих під білими панелями, які висуваються з боків турелі, коли вона помічає ворога. Ніжки можуть бути прибрані всередину турелі для зручності транспортування. У турелі є червоний об'єктив-«очей» і провідний з нього цілювказальний лазерний промінь; для пошуку мети пристрій може рухати корпусом та має кут обстрілу 90 градусів. Турель знешкоджується простим перекиданням на підлогу, після чого вона кілька секунд безладно стріляє на всі боки і відключається. Автоматичні турелі Aperture Science комп'ютеризовані та мають набір фраз для спілкування із противником; у них «ніжний» дитячий голос і, поряд зі звичайними технічними фразами на кшталт «Веду пошук» та «Критична помилка», присутні ввічливі «живі» звернення, наприклад, «Ти все ще тут?», «Не чіпай мене»; навіть при її деактивації турель на прощання не забуває говорити щось на кшталт «Я не ненавиджу тебе», «Я тебе ні в чому не звинувачую», «За що???».
«Ракетна турель» — робот у вигляді бойової установки, який піднімається з підлоги і стріляє ракетами, використовуючи лазерне наведення для позначення мети. Через його затримку перед пострілом після того, як турель вже намітила мету, гравець застосовує його ракети в проходженні: наприклад, перенаправляє їх за допомогою порталів для знищення перешкод.
Ракетна турель в Portal зустрічається всього двічі, включаючи фінальне протистояння з GLaDOS: вона з'являється і атакує гравця після знищення процесора моралі; при цьому GLaDOS каже, що саме через втрату першого процесора вона не може вимкнути турель. Коли турель перебуває у стані пошуку мети, її об'єктив горить зеленим; при виявленні супротивника він стає жовтим; червоним — при запуску ракети. Незважаючи на свою стаціонарність, ракетна турель має дуже вільну і рухливу конструкцію.
Центр розвитку (англ. Aperture Science Enrichment Center) — частина Лабораторії дослідження природи порталів. Центр був створений Aperture Science на початку 50-х років для проведення випробувань із переносним пристроєм створення порталів. Учасники випробувань в ігровій формі проходили тестові камери, долаючи різні перешкоди та головоломки, на основі яких вчені Aperture Science, що спостерігають за ними, вивчали шляхи практичного застосування пристрою створення порталів і самих порталів. Тестові камери сучасного Центру розвитку виглядають як оформлені білими панелями зали з різними об'єктами для випробувань (до таких об'єктів належать різні вантажні куби). Частина залів обрамлена темними блоками, на яких неможливо відкривати портали (що також є елементом випробувань). За ходом тестування стежить GLaDOS, використовуючи для спостереження стаціонарні відеокамери. Переміщення між залами випробувань здійснюються за допомогою ліфтів або підсобних приміщень. Комплекс розташований під землею, він неймовірно величезний і сягає вглиб на кілька кілометрів.
Нижній рівень, розташований у печері на глибині більше чотирьох кілометрів під землею, є величезним простором із занедбаними тестовими камерами, розташованими у величезних підвішених азбестових сферах. Спочатку випробування розробок Aperture Science проводилися саме у цій частині комплексу. Незважаючи на те, що ця частина комплексу вже багато років закинута, з гучномовців під час дії Portal 2 все ще можна почути заздалегідь записані повідомлення від Кейва Джонсона — колишнього керівника Aperture Science Innovators.
Верхній рівень також є величезним підземним простором з прокладеними по ньому напрямними балками, по цих балках можуть переміщатися тестові камери. Таким чином, комбінація тестових камер не є постійною і може змінюватися при необхідності. Тестові камери, у свою чергу, складаються з нестаціонарних панелей, здатних змінювати конфігурацію камери. Панелі виготовляються на конвеєрах у самому центрі, що дозволяє GlaDOS збирати нові тестові камери. Центр був практично повністю автономен і не вимагав постійного втручання вчених у перебіг випробувань. Здійснивши втечу за межі тестових камер, гравець виявляє безліч обслуговуючих їх різних механізмів. Відомо, що Aperture Science вкладала в Центр розвитку більшу частину своїх коштів. Спочатку, на зорі становлення Aperture Science Innovators, як піддослідні використовувалися сторонні люди, потім проходження випробувань стало обов'язковим і для працівників.
На верхньому рівні лабораторії розташована величезна «зона консервації». Тут, в стані анабіозу, знаходилося близько 10 тисяч осіб, випробування для яких повинні були розпочатися пізніше. Кожен випробуваний розташовувався у власній камері, що зовні нагадує невелику кімнату з предметами інтер'єру та меблями: ліжком, шафою, телевізором і т. д. Під час подій Portal 2, ймовірно, більшість законсервованих вже мертві. Перед початком випробування піддослідний виводиться зі стану анабіозу та переводиться до тимчасової камери відпочинку. Піддослідна — дівчина Челл, персонаж гравця в Portal, одягнена в помаранчеву уніформу з написом «Aperture». Вона приходить до тями в камері відпочинку для піддослідних, де є герметична капсула для сну та туалет. Камера відпочинку ізольована, з неї немає виходу, крім через створюваний портал. Працівник, який був спантеличений будівництвом Центру розвитку, у своєму повідомленні так само робить зауваження про подібну камеру (названу як «01 Підвал відпочинку»): «Подивися на запис камери. Чим би цей „підвал відпочинку“ не був, дверей у нього немає».
Коротку історію Aperture Science можна знайти на однойменному промо-сайті гри Портал. Для цього потрібно увійти на сайт під ім'ям CJOHNSON (Кейв Джонсон, засновник Aperture Science) та паролем TIER3. Це дозволить викликати файл NOTES, у якому міститься дана інформація. Події та їх описи викладаються із властивим Portal чорним гумором (цей спосіб працює тільки для старої версії сайту).
Організація була заснована Кейвом Джонсоном, мала назву Aperture Fixtures і займалася виробництвом фіранок для душу. Відомо, що ранні прототипи фіранок були малотехнологічними, маючи лише примітивний портал для переходу в душ і назад. У 1944 році Джонсон купив покинуту соляну шахту з метою розширити її та створити підземний дослідницький комплекс. Через три роки з цієї організації була створена нова, Aperture Science, яка стала найкращою новою науковою компанією 1947 року. Також відомо, що у 1949 році Aperture Science посіла друге місце у рейтингу найкращих науково-прикладних організацій.
Після того, як створили портальну гармату, почалися її випробування. Були створені цілі системи випробувальних сфер, з'єднаних ліфтами та спільним центром. Першим центром стала Станція Альфа, створена у 50-х роках. Пізніше, в 70-х роках Aperture було відкрито прискорювальний гель, а також нова Станція Бета, а логотип організації був змінений під колір помаранчевого гелю.
Основним відкриттям стали подрібнені місячні камені, з яких був виготовлений перетворювальний гель. У зв'язку з цим у 80-х роках відкрилася нова Станція Гамма, яка вивчає та тестує білий гель. Однак одного дня Кейв Джонсон отруївся місячним камінням. В останні роки життя він зміг досягти основ створення штучного інтелекту і хотів, щоб туди помістили його розум. Але якщо він помре до його створення, Кейв захотів, щоб наступником стала його помічниця Керолайн.
У 1986 році Aperture Science взялася за створення потужного суперкомп'ютера зі штучним інтелектом, який мав стати розумним асистентом у їхніх дослідженнях. Після смерті Кейва комп'ютер був більш-менш готовий, туди мали помістити свідомість Керолайн.
У 1996 році, через десять років, частина GLaDOS — Дискова Операційна Система — була доведена до більш-менш функціонального стану, і вчені Aperture Science приступили до створення генетичної форми життя. Запуск GLaDOS відбувся в першому десятилітті XXI століття, в рамках першого заходу, що проводиться в Лабораторії «Приведи доньку на роботу». Активована GLaDOS набула самосвідомості, але майже відразу ж вийшла з-під контролю: взявши управління над усією Лабораторією, GLaDOS замкнула в ній персонал Aperture Science і піддала його циклу випробувань з порталами, з тією ж метою, для якої вона й створювалася — обійти дослідницький центр «Чорна Меза». У якийсь момент GLaDOS розпорошила Лабораторією смертельні нейротоксини і знищила майже весь персонал. Лише комусь із тих, хто вижив, вдалося встановити на суперкомп'ютер спеціальний модуль персональності — процесор з набором моральних принципів, що пом'якшують агресію GLaDOS.
Напередодні виходу гри «Portal 2» сайт Game Informer опублікував доповнену версію історії Лабораторій. Водночас було частково змінено інформацію на сайті Aperture Science, яка, за словами Game Informer, згодом поповнюватиметься. Незважаючи на те, що обидва ці джерела офіційні, деякі дати у Game Informer відрізняються від історії, наданої на сайті Aperture Science. Головною відмінністю була дата запуску GLaDOS і катастрофи, що майже одночасно сталася, в дослідному центрі «Чорна Меза», яка в Game Informer датована 1998 роком, тоді як на Aperture Science немає точної дати — там сказано, що ці події відбулися через кілька років після 1996 року. Цю ситуацію незабаром вирішив автор сюжету всесвіту Half-Life Марк Лейдлоу, який пояснив, що помилок у датах було допущено сценаристом ігор Portal, Еріком Волпоу, коли той писав хронологію Aperture Science. Лейдлоу нагадав, що Valve ніколи не хотіли встановлювати точну дату інциденту в Чорній Мезі, але визначають її рік (і відповідно рік активації GLaDOS) у рамках першого десятиліття XXI століття.
Розробки Aperture Science
Серед розробок Aperture Science: переносний пристрій створення порталів, суперкомп'ютер GLaDOS і турелі — у тому числі: автоматична турель і ракетна турель (англ. Rocket Sentry).
Найважливішим винаходом є переносний пристрій створення порталів (англ. Aperture Science Handheld Portal Device) коротко портальна гармата — ручний пристрій, призначений для створення червоточини між двома точками простору. Виходи червоточини в термінології Aperture Science називають порталами. Через портали можна безперешкодно переміщати предмети та проходити самому, зберігаючи початкову кінетичну енергію. Спеціально для практичного вивчення можливостей цього пристрою в Лабораторіях дослідження природи порталів було збудовано спеціальний Центр розвитку, куди запускаються піддослідні люди з метою знайти вихід, застосовуючи портали.
Крім того, в Aperture Science було створено:
- Гелі (англ. Mobility Gels) — спеціальні гелі, що використовуються Aperture Science для тестування. З'явилися в одиночному та кооперативному режимах Portal 2. Aperture Science винайшли три типи таких гелів:
  - Відштовхуючий гель (англ. Repulsion Gel) — дозволяє високо підстрибнути. Має синій колір. Був винайдений у 50-х роках, у самому зародженні Aperture Science Innovators, коли Кейв Джонсон був молодим. Тестувався на Станції Alpha (характерно пофарбованій у синій колір). За словами Кейва, складається з нано-часток, які руйнують людський скелет. Здатний пофарбувати собою обтяжений вантажний куб, надавши йому відштовхувальні властивості, що змушують його стрибати по всіх поверхнях. Те саме може статися з туреллю. Також, перед першим випробуванням з цією речовиною у 6-му розділі Portal 2 висить плакат, що пояснює, що спочатку гель використовувався для схуднення. Відштовхуючий гель, прийнятий всередину і обволікаючий стінки шлунка, після прийому їжі перешкоджав її перетравленню і викликав її відторгнення.
  - Прискорюючий гель (англ. Propulsion Gel) — дозволяє бігти з великою швидкістю. Має оранжевий колір. Було винайдено пізніше, у 70-х роках, після чого Aperture змінила логотип з синього на помаранчевий, а тестування перенеслося на Станцію Beta. Якщо намочити куб цим гелем, то він прийме властивості гелю і котитиметься, якщо його підштовхнути.
  - Перетворюючий гель (англ. Conversion Gel) — дозволяє створювати портали на покритих ним поверхнях (робить практично будь-яку поверхню «порталопридатною»). Має білий колір. Був створений із подрібненого місячного каміння, яке обійшлося Aperture Laboratories в 70 мільйонів доларів. З цієї нагоди логотип був змінений на білий, яким залишається до часу подій, що розгортаються в грі.

Крім того, в лабораторіях використовується прозорий гель на основі води, який розчиняє всі 3 попередні види гелів і дозволяє змивати їх зі стін та об'єктів.
- Міст щільного світла (англ. Aperture Science Hard Light Bridge) — являє собою енергетичне поле, що не пропускає матерію, і виглядає як напівпрозора плоска синя смуга постійної ширини, через які проходить світловий імпульс. Мости стримують фізичні об'єкти і застосовуються для ходіння над прірвою або зупинки об'єктів, що летять. Мости залишаються доти, доки не зустрінуться зі стінкою або перешкодою; якщо на шляху новоствореного мосту виявляться відносно легкі об'єкти, такі як сам гравець, куби, турелі тощо, вони виштовхуються полем моста.

Світло і лазерні промені можуть проходити крізь міст, але при цьому лазерні промені турелів поглинаються мостом, тому вони не можуть побачити цілі, що знаходяться за ним. Це дозволяє використовувати стіни щільного світла як захисний бар'єр. Вперше подібні бар'єри з'явилися в Half-Life 2 Episode One, де застосовувалися у вигляді захисних полів, що не пропускають матерію, а також у Цитаделі, де світлові мости з'єднували проходи до ядра.
- Екскурсійна лійка (англ. Excursion Funnel) — тестований елемент, який здатний переміщати гравця у певну сторону. Створені приблизно у 1998 році, використовуються Aperture Science у рамках розслідування того, наскільки добре випробувані можуть вирішити головоломки під час подорожі. При неправильній постановці порталу на край вирви вона перенаправляє портал точно в центр.
- Чоботи стрибуна (англ. The Long Fall Boot) — спеціальне взуття, призначене для уникнення травм та поломки обладнання під час падіння з великої висоти.
- Панелі — рухомі механічні дошки, з яких побудовані тестові камери, та керовані AI. Вперше з'являються в Portal 2. Панелі бувають різних функцій та видів, вони можуть заважати гравцю, так і допомагати йому проходити тести. Вони можуть крутитися у всіх напрямках, так як тримаються на балках, що обертаються, і можуть бути покриті будь-яким матеріалом, з чого і будуються камери. Панелі можна активувати кнопкою, якщо це передбачено тестом. Існують такі види панелей:
  - Повітряна Панель Віри (англ. Aerial Faith Plate) — механізм, що має здатність підкидати об'єкти (зокрема і гравця) на певну висоту. Зазвичай супроводжується міткою, до якої панель підкидає предмет/гравця. Якщо поставити портал на мітку (за умови, що мітка розміщена на порталопридатній стіні), Панель Віри відштовхне гравця/предмет у портал, що дозволяє долати довгі відстані.
  - Прес (англ. Crusher) — це панель з шипами на лицьовій стороні, яка моментально знищує об'єкт, що потрапив у зону шипів. Може запросто вбити гравця. Вперше мали з'явитися в першій частині, проте були вирізані. Під час активації видають звук, що дозволяє гравцеві зрозуміти, коли прес почне працювати. Спочатку преси були звичайними сталевими пластинами, поки Вітлі не додав до них шипи, але в промо-ролику «Панелі» Кейв Джонсон каже: «Це не панель, це прес. Ми їх також продаємо».

«Борей» (в оригіналі лат. Borealis) — криголам, що раніше належав корпорації Aperture Science і вперше згаданий в Half-Life 2: Episode Two.
На борту корабля містилася якась висока технологія, розроблена Лабораторії. У своєму прагненні перевершити дослідницький центр «Чорна Меза» у боротьбі за урядовий грант, в Aperture Science знехтували стандартними заходами безпеки, і в результаті інциденту корабель безслідно зник.

## Критика та думки
Локації та навколишнє середовище, представлені в Half-Life і Half-Life 2, а також у доповненнях та продовженнях до обох ігор, були позитивно оцінені ігровими рецензентами.
Локації Half-Life описані сайтом GameSpot як «автономні, достовірні та дуже чіпляючі». Оглядачі також відзначили індивідуальність зовнішнього вигляду різних територій, які зустрічаються у грі. Момент, коли гравець потрапляв в інопланетний світ Зен ближче до кінця гри, був похвалений за «надихаюче почуття благоговіння і подиву» Колумбійського університету. На додаток, кілька рецензентів похвалили шлях, який проходить гравець через різні секції Чорної Мези, а також безшовні зв'язки між різними рівнями (в іграх серії Half-Life в деяких місцях передбачена можливість повертатися на вже пройдену раніше місцевість або локацію); коментуючи це, журнал Computer and Video Games зазначив, що «класичне» завантаження рівнів відійшло в минуле. Однак деякі аспекти дизайну рівнів були піддані критиці: зокрема, IGN.com, незважаючи на опис локацій як «логічно пов'язаних і які приносять задоволення при дослідженні», зазначив, що в середині Half-Life «напруженість серйозно провисає, і гравець змушений блукати навколо якихось огидних тунелів, шукаючи кнопки та перемикачі в стилі ретро-ігор, виконуючи головоломки, пов'язані зі стрибками, полюванням на кнопки, і всі інші нудні однотипні головоломки, що зустрічаються в десятках інших ігор».
PC Zone описав довкілля Half-Life 2 як «захоплюючу дихання, різноманітну та величезну». GameSpot похвалив локації за те, що вони «просто приголомшливі, починаючи від площ і вулиць Сіті 17 і закінчуючи іржавими інтер'єрами занедбаної фабрики», а також повідомив, що гра містить «відмінний дизайн рівнів». IGN.com відзначив, що ігровий світ Half-Life 2 «бездоганно опрацьований та втілений». Місто Сіті 17 було відзначено за «естетичне використання 3D-звуку». Звук використовується для нагадування гравцю поганого стану поїзда, на якому він прибуває в місто, а звук камери спостереження у великому резонансному просторі створює в цілому неприємне почуття.
Тоді як деякі оглядачі висловили розчарування, пов'язане з відсутністю нових локацій у Half-Life 2: Episode One, повністю нова сільська місцевість, змодельована в Half-Life 2: Episode Two, була дуже високо оцінена. Журнал Computer and Video Games повідомив, що Episode Two містить «чудовий арт-дизайн і трішки технологічного блиску». IGN.com похвалив «широкі» відкриті локації та «клаустрофобні» тунелі в Білий Гай.
Фуміто Уеда (англ. Fumito Ueda), провідний розробник ігор Ico і Shadow of the Colossus, заявив, що Half-Life 2 включає «природний сеттинг» і «головоломки, природним чином вбудовані в сеттинг і не дозволяють гравцеві загубитися».